# Mendo Nunes
Mendo Nunes ou Menendo Nunes[a] (? — ca. 1050) foi o 6.º conde do Condado Portucalense, descendente de Vímara Peres como filho do conde Nuno Alvites e da condessa Ilduara Mendes.

## Esboço biográfico
Era menor de idade em 1028, quando o seu pai morreu, e governou o condado sob a tutela de sua mãe Ilduara. Menos de uma década depois, em 1037 Fernando I acedeu ao trono de Leão depois de derrotar e matar seu cunhado Bermudo III na Batalha de Tamarón.Por 1050, o novo rei tinha reorganizada a administração do reino e tinha restringido o poder da nobreza e nomeados reais. O rei conseguiu isso principalmente através da conversão dos condados em tenências não-hereditárias e aproveitando qualquer oportunidade que surgiu para designar novos governadores. O rei fez isso de forma gradual, região por região, de modo a não antagonizar a poderosa nobreza do reino e do condado portucalense que eram parentes do conde Mendo Nunes que também era  primo da sua esposa, a rainha Sancha de Leão.[b]
Durante a vida do conde Mendo, o rei começou a nomear membros da nobreza menor para postos administrativos, como Gomes Ectaz, que exercia autoridade na região de Guimarães, e Diogo Tructesíndes como juiz, ambos reportando-se diretamente ao monarca. Esta prática tornou-se mais generalizada depois da morte de Mendo com o rei nomeando os membros das classes mais baixas da nobreza para cargos administrativos, com vários títulos, como vigário ou governador, por exemplo, Godino Benegas atestado em 1062 como governador de Portugal: Gutinus Veniegas, qui tenebat illa terra de Portugale de ille rex. Anos mais tarde, a neta de Mendo, Loba Nunes, casou com Sisnando Davides, um moçárabe de linaghem desconhecida e certamente não nobre, que foi nomeado governador do condado de Coimbra pelo rei Fernando e que nunca se intitulou conde, preferindo usar os títulos de  alvasil  (vizir) ou cônsul.
A data da morte do conde Mendo é incerta devido a uma confusão com outro conde contemporâneo, Mendo Luz, assim como a data errada registrada nos Annales Portugalenses Veteres: Era MLXXII occisus fuit comes Menendus inripa Guetanie, ou seja, Menendus foi morto na era MLXXII (ano 1034) no Rio Guetania (um afluente do Minho). O historiador José Mattoso  considera que o ano de sua morte, provavelmente violenta, foi 1050 eo mais tardar até 1053, enquanto o historiador espanhol Alfonso Sánchez Candeira, opina que Mendo Nunes morreu em 24 de dezembro 1054.

## Descendência
Não se sabe o nome da sua esposa. Teve um filho, Nuno Mendes, o 7.º conde de Portucale, que morreu em 18 de Fevereiro de 1071 na batalha de Pedroso, sendo o último na linha de sucessão da Casa de Vímara Peres.